# Karina Krawczyk
Karina Krawczyk (* 5. August 1971 in Danzig, Polen) ist eine deutsche Schauspielerin.

## Leben
Karina Krawczyk, die fließend Polnisch, Deutsch, Englisch und Französisch spricht, erhielt ihre Schauspielausbildung an der Theaterschule Jacques Lecoq und bei Ariane Mnouchkine am Théâtre du Soleil in Paris.
Ihr Spielfilmdebüt gab sie 1993 mit einer Hauptrolle in Menschen sind wie Wölfe. 1998 spielte sie Francis im gleichnamigen Film von Angelika Mönning, der im ZDF ausgestrahlt wurde. Erstmals auf der Kinoleinwand sah man Karina Krawczyk in Sherry Hormanns Widows. 1999 spielte sie in Peter Thorwarths Bang Boom Bang und übernahm die weibliche Hauptrolle im Thriller Der Eisbär von und mit Til Schweiger, wofür sie für den New Faces Award nominiert wurde. Seitdem spielt sie in diversen Film- und Fernsehproduktionen. So sah man sie in der ARD-Serie Mord mit Aussicht in der Rolle der Danuta.
Neben ihrer Arbeit als Schauspielerin präsentierte sie gelegentlich Mode. Zudem erschien sie im Musikvideo Mach die Augen zu der Band Die Ärzte von Regisseur Detlev Buck und im Video zum Song Kein Alkohol (ist auch keine Lösung)! der Band Die Toten Hosen, entstanden unter der Regie von Peter Thorwarth.
Zwischen 1994 und 1997 war Krawczyk Mitglied des Theater Kreatur in Berlin. In Katharina Thalbachs Inszenierung von Oscar Wildes Ernst – und seine tiefere Bedeutung für die Komödie am Kurfürstendamm spielte sie im Winter 2006 die Rolle der Cecily Cardew. In der Spielzeit 2009/2010 stand sie hier in Wie es euch gefällt, ebenfalls inszeniert von Katharina Thalbach, wieder auf der Bühne.
Sie hat mit dem Sänger Campino einen 2004 geborenen Sohn, Lenn Julian Frege, der als Model arbeitet.

## Filmografie (Auswahl)
- 1993: Menschen sind wie Wölfe – Regie: Andreas Christoph Schmidt
- 1997: Hundsgemein – Regie: Nils Willbrandt
- 1997: Widows – Regie: Sherry Hormann
- 1997: Same Old Story – Regie: Samira Radsi
- 1998: Francis – Regie: Angelika Mönning
- 1998: Babyraub – Kinder fremder Mächte – Regie: Elodie Keene
- 1998: T.E.A.M. Berlin – Unternehmen Feuertaufe – Regie: Gregor Schnitzler
- 1998: Im Namen des Gesetzes – Die Gunst der Stunde – Regie: Gregor Schnitzler
- 1998: Der Strand von Trouville – Regie: Michael Hofmann
- 1999: Bang Boom Bang – Regie: Peter Thorwarth
- 1999: Der Eisbär – Regie: Til Schweiger
- 2000: Die Unbesiegbaren – Regie: Jakob Schäuffelen
- 2000: Der Sommer mit Boiler – Regie: Anna Justice
- 2001: Heinrich der Säger – Regie: Klaus Gietinger
- 2001: Polizeiruf 110 – Die Frau des Fleischers – Regie: Peter Kahane
- 2002: Der Morgen nach dem Tod – Regie: Sibylle Tafel
- 2003: Das Herz ist rot – Regie: Christine Kabisch
- 2004: Einmal Bulle, immer Bulle – Die Stimme des Mörders – Regie: Ulrich Zrenner
- 2007: Paulas Geheimnis – Regie: Gernot Krää
- 2007: Verrückt nach Clara – Ein Boot, ein Baby und die Ex – Regie: Anja Jacobs
- 2009: Flemming – Das Blut der Liebe – Regie: Claudia Garde
- 2010–2014: Mord mit Aussicht – Regie: Christoph Schnee, Lars Jessen und Torsten Wacker
- 2011: Die verlorene Zeit – Regie: Anna Justice
- 2014: ... und dann kam Wanda – Regie: Holger Haase
- 2014: Heiter bis tödlich: Koslowski & Haferkamp – Geisterjäger – Regie: Peter Gersina
- 2015: SOKO Wismar – Hausverbot – Regie: Oliver Dommenget

## Theater (Auswahl)
- 1995: Ein Stück vom Paradies, Theater Kreatur, Berlin – Regie: Andrej Woron
- 1996: Prophet Ilja, Theater Kreatur, Berlin – Regie: Andrej Woron
- 2006: Ernst – und seine tiefere Bedeutung – Regie: Katharina Thalbach
- 2009: Wie es euch gefällt – Regie: Katharina Thalbach